# Óscar Ramírez
 (novembre 2019).
Si vous disposez d'ouvrages ou d'articles de référence ou si vous connaissez des sites web de qualité traitant du thème abordé ici, merci de compléter l'article en donnant les références utiles à sa vérifiabilité et en les liant à la section « Notes et références ».
Óscar Ramírez (né à Arequipa le 6 mars 1953), plus connu sous le nom de « camarade Feliciano » fut le leader du Sentier lumineux de 1992 jusqu'à sa capture en 1999 par les autorités péruviennes.
Il succède à Abimael Guzmán et son successeur est le Camarade Artemio.
En juin 2006, Óscar Ramírez fut condamné à 24 ans de prison pour les crimes de guerre qu'il a commis durant le conflit armé péruvien.